# Economía de datos
La economía de datos es un ecosistema digital global en el cual se recolectan, organizan e intercambian datos mediante una red de empresas, individuos e instituciones para generar valor económico. La recolección de datos proviene de múltiples fuentes, como motores de búsqueda, redes sociales, proveedores en línea, comercios físicos, pasarelas de pago, proveedores de software como servicio (SaaS) y dispositivos conectados en el Internet de las Cosas (IoT). Los datos recolectados suelen ser transferidos a individuos o empresas, a menudo por una tarifa, lo que ha llevado a la creación de modelos regulatorios en lugares como Estados Unidos.
El almacenamiento y la seguridad de los datos recolectados representan una parte significativa de la economía de datos. Dentro de esta economía, destacan varias categorías, como la economía de grandes datos, que se basa en el análisis algorítmico de grandes volúmenes de datos digitales para propósitos de predicción, medición y gobernanza.
La economía de datos impulsada por humanos propone una gestión ética y orientada al ser humano, donde los datos son controlados y utilizados de manera justa. Esta perspectiva está vinculada al movimiento MyData, que promueve un enfoque centrado en la persona para la gestión de datos personales.
La economía de datos personales surge cuando los individuos usan sus propios datos personales, convirtiéndose en proveedores y controladores de esos datos. Por otro lado, en la economía de algoritmos, las empresas y las personas pueden comprar, vender, intercambiar o donar algoritmos o fragmentos de aplicaciones a través de mercados dedicados.
En términos de tamaño de mercado, se estimó que la economía de datos en la Unión Europea superó los 285 mil millones de euros en 2015, representando más del 1,94% del PIB de la UE. Sectores clave como la manufactura, la agricultura, la automoción, los entornos inteligentes, las telecomunicaciones y la salud están en camino de convertirse en impulsados por datos.
Sin embargo, esta economía plantea desafíos significativos, como la gestión de violaciones de datos, la compensación a las víctimas, los incentivos para invertir en seguridad de datos, y las incertidumbres regulatorias. También existen críticas hacia la regulación, especialmente en relación con la privacidad. La regulación europea GDPR es un pilar fundamental en este marco regulatorio. Se necesita un nuevo paradigma de gobernanza de datos, donde la ética de los datos sea un componente central.
Finalmente, la economía de datos ha suscitado críticas en cuanto a las incertidumbres regulatorias, la pérdida de control sobre los datos y la propiedad de los mismos. Además, se ha expresado preocupación sobre el control que las empresas de internet ejercen sobre el flujo de datos, lo que les otorga un poder significativo.